# Malanguttigletscher
Der Malanguttigletscher (auch Mulunguttigletscher) befindet sich im westlichen Karakorum im pakistanischen Sonderterritorium Gilgit-Baltistan.
Der Malanguttigletscher hat eine Länge von 20 km. Er strömt in nördlicher Richtung durch den nördlichen Teil der Gebirgsgruppe Hispar Muztagh. Der Gletscher reicht bis zum Shimshal-Fluss, der 13 km westlich der Ortschaft Shimshal an dessen Gletschermaul vorbeiströmt. Der Malanguttigletscher wird von folgenden Bergen (von Westen nach Osten) eingerahmt: Malangutti Sar, Distaghil Sar, Yazghil Domes und Shimshal-Weisshorn (Isphardin).